# Nordiska mästerskapet i fotboll 2000/2001
Nordiska mästerskapet 2000/2001 var den fjortonde och sista upplagen av Nordiska mästerskapet. Samtliga sex nordiska länder, Danmark, Finland, Färöarna, Island, Norge och Sverige deltog. Turneringen spelades delvis under ett gemensamt träningsläger i La Manga, Spanien.

## Slutställning
| Nr | Lag      | S | V | O | F | GM | IM | MS | P  |
| -- | -------- | - | - | - | - | -- | -- | -- | -- |
| 1  | Finland  | 5 | 4 | 0 | 1 | 7  | 3  | +4 | 12 |
| 2  | Island   | 5 | 3 | 1 | 1 | 7  | 5  | +2 | 10 |
| 3  | Danmark  | 5 | 2 | 0 | 3 | 7  | 8  | −1 | 6  |
| 4  | Norge    | 4 | 1 | 2 | 1 | 6  | 6  | 0  | 5  |
| 5  | Sverige  | 5 | 1 | 2 | 2 | 3  | 4  | −1 | 5  |
| 6  | Färöarna | 4 | 0 | 1 | 3 | 2  | 6  | −4 | 1  |

## Matcher
|  | 31 januari 2000 | Danmark | 0 – 1           | Sverige     | La Manga Stadium                                            |                                                             |
|  |                 |         | (0 – 1) Rapport | 22′ Allbäck | La Manga, Spanien Publik: 500 Domare: Rune Pedersen (Norge) | La Manga, Spanien Publik: 500 Domare: Rune Pedersen (Norge) |
|  |                 |         |                 |             | La Manga, Spanien Publik: 500 Domare: Rune Pedersen (Norge) | La Manga, Spanien Publik: 500 Domare: Rune Pedersen (Norge) |
|  |                 |         |                 |             | La Manga, Spanien Publik: 500 Domare: Rune Pedersen (Norge) | La Manga, Spanien Publik: 500 Domare: Rune Pedersen (Norge) |

|  | 31 januari 2000 | Island | 0 – 0   | Norge | La Manga Stadium                                                   |                                                                    |
|  |                 |        | Rapport |       | La Manga, Spanien Publik: 250 Domare: Nicolai Vollquartz (Danmark) | La Manga, Spanien Publik: 250 Domare: Nicolai Vollquartz (Danmark) |
|  |                 |        |         |       | La Manga, Spanien Publik: 250 Domare: Nicolai Vollquartz (Danmark) | La Manga, Spanien Publik: 250 Domare: Nicolai Vollquartz (Danmark) |
|  |                 |        |         |       | La Manga, Spanien Publik: 250 Domare: Nicolai Vollquartz (Danmark) | La Manga, Spanien Publik: 250 Domare: Nicolai Vollquartz (Danmark) |

|  | 31 januari 2000 | Färöarna | 0 – 1   | Finland | La Manga Stadium                                                 |                                                                  |
|  |                 |          | Rapport |         | La Manga, Spanien Publik: 102 Domare: Gylfi Þór Orrason (Island) | La Manga, Spanien Publik: 102 Domare: Gylfi Þór Orrason (Island) |
|  |                 |          |         |         | La Manga, Spanien Publik: 102 Domare: Gylfi Þór Orrason (Island) | La Manga, Spanien Publik: 102 Domare: Gylfi Þór Orrason (Island) |
|  |                 |          |         |         | La Manga, Spanien Publik: 102 Domare: Gylfi Þór Orrason (Island) | La Manga, Spanien Publik: 102 Domare: Gylfi Þór Orrason (Island) |

|  | 2 februari 2000 | Danmark                | 2 – 4           | Norge                       | La Manga Stadium                                                  |                                                                   |
|  |                 | Lassen 1′ Andersen 89′ | (1 – 0) Rapport | 50′, 90′ Berg 55′, 90′ Lund | La Manga, Spanien Publik: 750 Domare: Karl-Erik Nilsson (Sverige) | La Manga, Spanien Publik: 750 Domare: Karl-Erik Nilsson (Sverige) |
|  |                 |                        |                 |                             | La Manga, Spanien Publik: 750 Domare: Karl-Erik Nilsson (Sverige) | La Manga, Spanien Publik: 750 Domare: Karl-Erik Nilsson (Sverige) |
|  |                 |                        |                 |                             | La Manga, Spanien Publik: 750 Domare: Karl-Erik Nilsson (Sverige) | La Manga, Spanien Publik: 750 Domare: Karl-Erik Nilsson (Sverige) |

|  | 2 februari 2000 | Finland | 0 – 1           | Island      | La Manga Stadium                                                |                                                                 |
|  |                 |         | (0 – 1) Rapport | 25′ Daðason | La Manga, Spanien Publik: 350 Domare: Lassin Isaksen (Färöarna) | La Manga, Spanien Publik: 350 Domare: Lassin Isaksen (Färöarna) |
|  |                 |         |                 |             | La Manga, Spanien Publik: 350 Domare: Lassin Isaksen (Färöarna) | La Manga, Spanien Publik: 350 Domare: Lassin Isaksen (Färöarna) |
|  |                 |         |                 |             | La Manga, Spanien Publik: 350 Domare: Lassin Isaksen (Färöarna) | La Manga, Spanien Publik: 350 Domare: Lassin Isaksen (Färöarna) |

|  | 4 februari 2000 | Norge     | 1 – 1   | Sverige              | La Manga Stadium                                              |                                                               |
|  |                 | Carew 83′ | Rapport | 87′ (str.) Andersson | La Manga, Spanien Publik: 600 Domare: Mikko Vuorela (Finland) | La Manga, Spanien Publik: 600 Domare: Mikko Vuorela (Finland) |
|  |                 |           |         |                      | La Manga, Spanien Publik: 600 Domare: Mikko Vuorela (Finland) | La Manga, Spanien Publik: 600 Domare: Mikko Vuorela (Finland) |
|  |                 |           |         |                      | La Manga, Spanien Publik: 600 Domare: Mikko Vuorela (Finland) | La Manga, Spanien Publik: 600 Domare: Mikko Vuorela (Finland) |

|  | 4 februari 2000 | Färöarna                | 2 – 3           | Island                            | La Manga Stadium                                           |                                                            |
|  |                 | Mørkøre 19′ Jónsson 37′ | (2 – 1) Rapport | 40′, 57′ Daðason 66′ Gunnlaugsson | La Manga, Spanien Publik: 57 Domare: Rune Pedersen (Norge) | La Manga, Spanien Publik: 57 Domare: Rune Pedersen (Norge) |
|  |                 |                         |                 |                                   | La Manga, Spanien Publik: 57 Domare: Rune Pedersen (Norge) | La Manga, Spanien Publik: 57 Domare: Rune Pedersen (Norge) |
|  |                 |                         |                 |                                   | La Manga, Spanien Publik: 57 Domare: Rune Pedersen (Norge) | La Manga, Spanien Publik: 57 Domare: Rune Pedersen (Norge) |

|  | 4 februari 2000 | Danmark    | 1 – 2           | Finland         | La Manga Stadium                                                  |                                                                   |
|  |                 | Møller 71′ | (0 – 1) Rapport | 33′, 89′ Vasara | La Manga, Spanien Publik: 300 Domare: Karl-Erik Nilsson (Sverige) | La Manga, Spanien Publik: 300 Domare: Karl-Erik Nilsson (Sverige) |
|  |                 |            |                 |                 | La Manga, Spanien Publik: 300 Domare: Karl-Erik Nilsson (Sverige) | La Manga, Spanien Publik: 300 Domare: Karl-Erik Nilsson (Sverige) |
|  |                 |            |                 |                 | La Manga, Spanien Publik: 300 Domare: Karl-Erik Nilsson (Sverige) | La Manga, Spanien Publik: 300 Domare: Karl-Erik Nilsson (Sverige) |

|  | 16 augusti 2000 | Island                            | 2 – 1           | Sverige     | Laugardalsvöllur                                        |                                                         |
|  |                 | Daðason 38′ Sigurðsson 84′ (str.) | (1 – 1) Rapport | 23′ Mjällby | Reykjavik Publik: 5 116 Domare: Kenny Clark (Skottland) | Reykjavik Publik: 5 116 Domare: Kenny Clark (Skottland) |
|  |                 |                                   |                 |             | Reykjavik Publik: 5 116 Domare: Kenny Clark (Skottland) | Reykjavik Publik: 5 116 Domare: Kenny Clark (Skottland) |
|  |                 |                                   |                 |             | Reykjavik Publik: 5 116 Domare: Kenny Clark (Skottland) | Reykjavik Publik: 5 116 Domare: Kenny Clark (Skottland) |

|  | 16 augusti 2000 | Färöarna | 0 – 2           | Danmark              | Tórsvøllur                                           |                                                      |
|  |                 |          | (0 – 0) Rapport | 55′ Sand 59′ Nielsen | Torshamn Publik: 6 478 Domare: Jon Skjervold (Norge) | Torshamn Publik: 6 478 Domare: Jon Skjervold (Norge) |
|  |                 |          |                 |                      | Torshamn Publik: 6 478 Domare: Jon Skjervold (Norge) | Torshamn Publik: 6 478 Domare: Jon Skjervold (Norge) |
|  |                 |          |                 |                      | Torshamn Publik: 6 478 Domare: Jon Skjervold (Norge) | Torshamn Publik: 6 478 Domare: Jon Skjervold (Norge) |

|  | 16 augusti 2000 | Finland                    | 3 – 1           | Norge       | Sonera Stadium                                                        |                                                                       |
|  |                 | Litmanen 24′, 61′ Kuqi 90′ | (1 – 0) Rapport | 54′ Helstad | Helsingfors Publik: 10 748 Domare: Mario van der Ende (Nederländerna) | Helsingfors Publik: 10 748 Domare: Mario van der Ende (Nederländerna) |
|  |                 |                            |                 |             | Helsingfors Publik: 10 748 Domare: Mario van der Ende (Nederländerna) | Helsingfors Publik: 10 748 Domare: Mario van der Ende (Nederländerna) |
|  |                 |                            |                 |             | Helsingfors Publik: 10 748 Domare: Mario van der Ende (Nederländerna) | Helsingfors Publik: 10 748 Domare: Mario van der Ende (Nederländerna) |

|  | 2 september 2000 | Island         | 1 – 2           | Danmark                   | Laugardalsvöllur                                         |                                                          |
|  |                  | Sverrisson 10′ | (1 – 1) Rapport | 26′ Tomasson 49′ Bisgaard | Reykjavik Publik: 7 092 Domare: Stéphane Bré (Frankrike) | Reykjavik Publik: 7 092 Domare: Stéphane Bré (Frankrike) |
|  |                  |                |                 |                           | Reykjavik Publik: 7 092 Domare: Stéphane Bré (Frankrike) | Reykjavik Publik: 7 092 Domare: Stéphane Bré (Frankrike) |
|  |                  |                |                 |                           | Reykjavik Publik: 7 092 Domare: Stéphane Bré (Frankrike) | Reykjavik Publik: 7 092 Domare: Stéphane Bré (Frankrike) |

|  | 31 januari 2001 | Sverige | 0 – 0   | Färöarna | Tipshallen (inomhus)                            |                                                 |
|  |                 |         | Rapport |          | Växjö Publik: 2 204 Domare: Terje Hauge (Norge) | Växjö Publik: 2 204 Domare: Terje Hauge (Norge) |
|  |                 |         |         |          | Växjö Publik: 2 204 Domare: Terje Hauge (Norge) | Växjö Publik: 2 204 Domare: Terje Hauge (Norge) |
|  |                 |         |         |          | Växjö Publik: 2 204 Domare: Terje Hauge (Norge) | Växjö Publik: 2 204 Domare: Terje Hauge (Norge) |

|  | 1 februari 2001 | Sverige | 0 – 1           | Finland      | Tipshallen (inomhus)                                    |                                                         |
|  |                 |         | (0 – 1) Rapport | 37′ Marjamaa | Jönköping Publik: 2 196 Domare: Roy Helge Olsen (Norge) | Jönköping Publik: 2 196 Domare: Roy Helge Olsen (Norge) |
|  |                 |         |                 |              | Jönköping Publik: 2 196 Domare: Roy Helge Olsen (Norge) | Jönköping Publik: 2 196 Domare: Roy Helge Olsen (Norge) |
|  |                 |         |                 |              | Jönköping Publik: 2 196 Domare: Roy Helge Olsen (Norge) | Jönköping Publik: 2 196 Domare: Roy Helge Olsen (Norge) |

| [ d ] | 2001 | Norge | Spelades ej | Färöarna |  |  |
|       |      |       |             |          |  |  |
|       |      |       |             |          |  |  |
|       |      |       |             |          |  |  |

## Statistik

### Skytteligan
| Rank | Spelare           | Lag     | Mål |
| ---- | ----------------- | ------- | --- |
| 1    | Ríkharður Daðason | Island  | 4   |
| 2    | Andreas Lund      | Norge   | 2   |
| 2    | Henning Berg      | Norge   | 2   |
| 2    | Jari Litmanen     | Finland | 2   |
| 2    | Vesa Vasara       | Finland | 2   |